# Glutaminasi
La glutaminasi è un enzima (numero EC 3.5.1.2) appartenente alla classe delle idrolasi, che catalizza la seguente reazione di idrolisi:
glutammina + H2O → glutammato + NH3